# Vlastimil Moravec
Vlastimil Moravec (* 7. Mai 1949 in Nové Město nad Metují; † 15. April 1986 in Brünn) war ein tschechoslowakischer Radrennfahrer.

## Sportliche Laufbahn
Moravec begann in Dobruška mit dem Radsport und wechselte später zu Dukla Brno, dem größten tschechoslowakischen Radsportklub. Er nahm an den Olympischen Sommerspielen 1976 in Montreal teil. Sowohl im olympischen Straßenrennen als auch im Mannschaftszeitfahren belegte er den 13. Platz. 

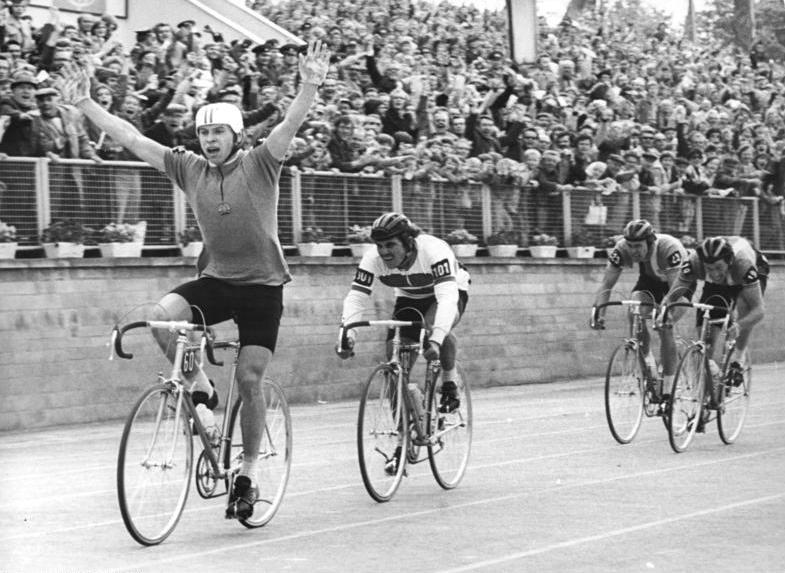
Moravec (2. von rechts) als Vierter der 9. Etappe der Friedensfahrt 1977 hinter Siegbert Schmeißer

Bei seinem Sieg in der Internationalen Friedensfahrt 1972 hatte er im Endergebnis lediglich einen Vorsprung von zwei Sekunden vor Wladislaw Neljubin. Dies war das knappste Gesamtresultat in der Geschichte des Rennens.
1973 und 1974 siegte er im Eintagesrennen GP ZTS Dubnica nad Váhom. 1974 gewann er das Rennen Prag–Karlovy Vary–Prag und 1975 die Tour de Bohemia.
1981 verließ er Dukla Brno und beendete 1985 seine aktive Laufbahn. Anschließend wurde er Trainer bei Dukla Brno.

## Tod

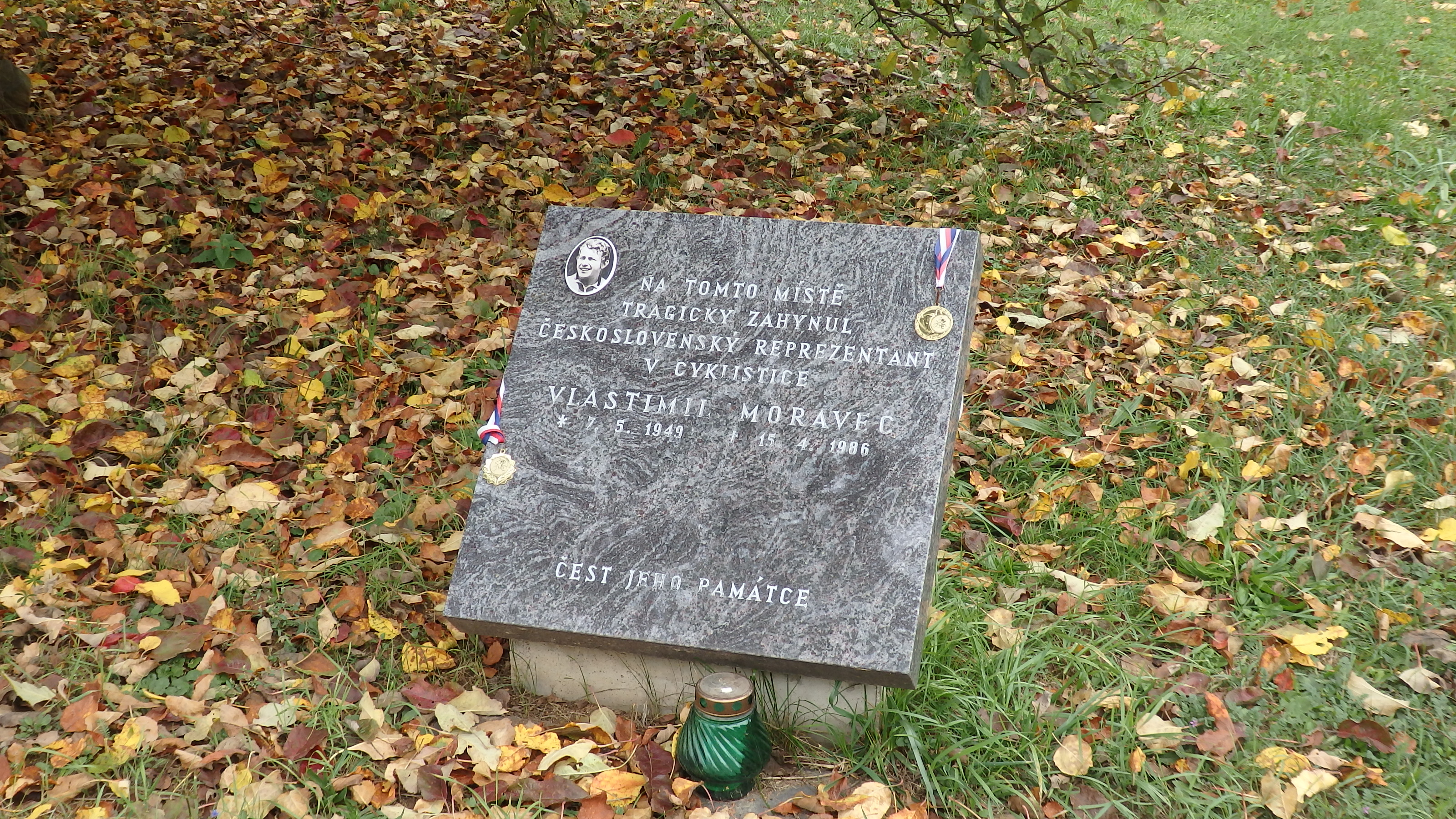
Gedenkstein am Unfallort

Moravec stieß bei der Rückkehr vom Training mit einem LKW zusammen, der bei einem Wendemanöver kurzzeitig die gesamte Straße versperrte. Moravec starb an den Unfallfolgen. Er hatte 10 Tage zuvor seine 2. Frau geheiratet, die im 5. Monat schwanger war. An der Unglücksstelle erinnert ein Gedenkstein an Moravec.

## Sportliche Erfolge
| Jahr | Erfolg | Erfolg             | Rennen                                           |
| ---- | ------ | ------------------ | ------------------------------------------------ |
| 1970 | Sieger | Sieger             | Slowakei-Rundfahrt                               |
| 1971 | Sieger | Gesamtwertung      | Polen - Ukraine                                  |
| 1971 | 3.     | 11. Etappe, Teil b | Tour de l’Avenir                                 |
| 1972 | 3.     | 3. Etappe          | Friedensfahrt                                    |
| 1972 | Sieger | 8. Etappe          | Friedensfahrt                                    |
| 1972 | 3.     | 10. Etappe         | Friedensfahrt                                    |
| 1972 | 2.     | 13. Etappe         | Friedensfahrt                                    |
| 1972 | Sieger | Gesamtwertung      | Friedensfahrt                                    |
| 1972 | 13.    |                    | Olympische Spiele, 100 km Teamzeitfahren         |
| 1973 | Sieger | Sieger             | GP ZTS Dubnica nad Váhom                         |
| 1974 | Sieger | Sieger             | GP ZTS Dubnica nad Vahom                         |
| 1974 | 2.     | 2. Etappe          | Friedensfahrt                                    |
| 1974 | 3.     | 4. Etappe          | Friedensfahrt                                    |
| 1975 | 3.     | 3.                 | Weltmeisterschaft, Straße, 100 km Teamzeitfahren |
| 1975 | 2.     | 1. Etappe          | Friedensfahrt                                    |
| 1975 | 2.     | 2. Etappe          | Friedensfahrt                                    |
| 1975 | 2.     | 12. Etappe         | Friedensfahrt                                    |
| 1975 | 2.     | 2.                 | Korneuburg (Österreich)                          |
| 1976 | 13.    | 13.                | Olympische Spiele, Straße                        |
| 1977 | Sieger | 3. Etappe          | Friedensfahrt                                    |
| 1977 | 3.     | 4. Etappe          | Friedensfahrt                                    |
| 1977 | 3.     | 5. Etappe          | Friedensfahrt                                    |
| 1977 | 2.     | 7. Etappe          | Friedensfahrt                                    |
| 1978 | 2.     | 8. Etappe          | Milk Race                                        |